# Karlskirche (Tallinn)
Koordinaten: 59° 25′ 55″ N, 24° 44′ 21″ O

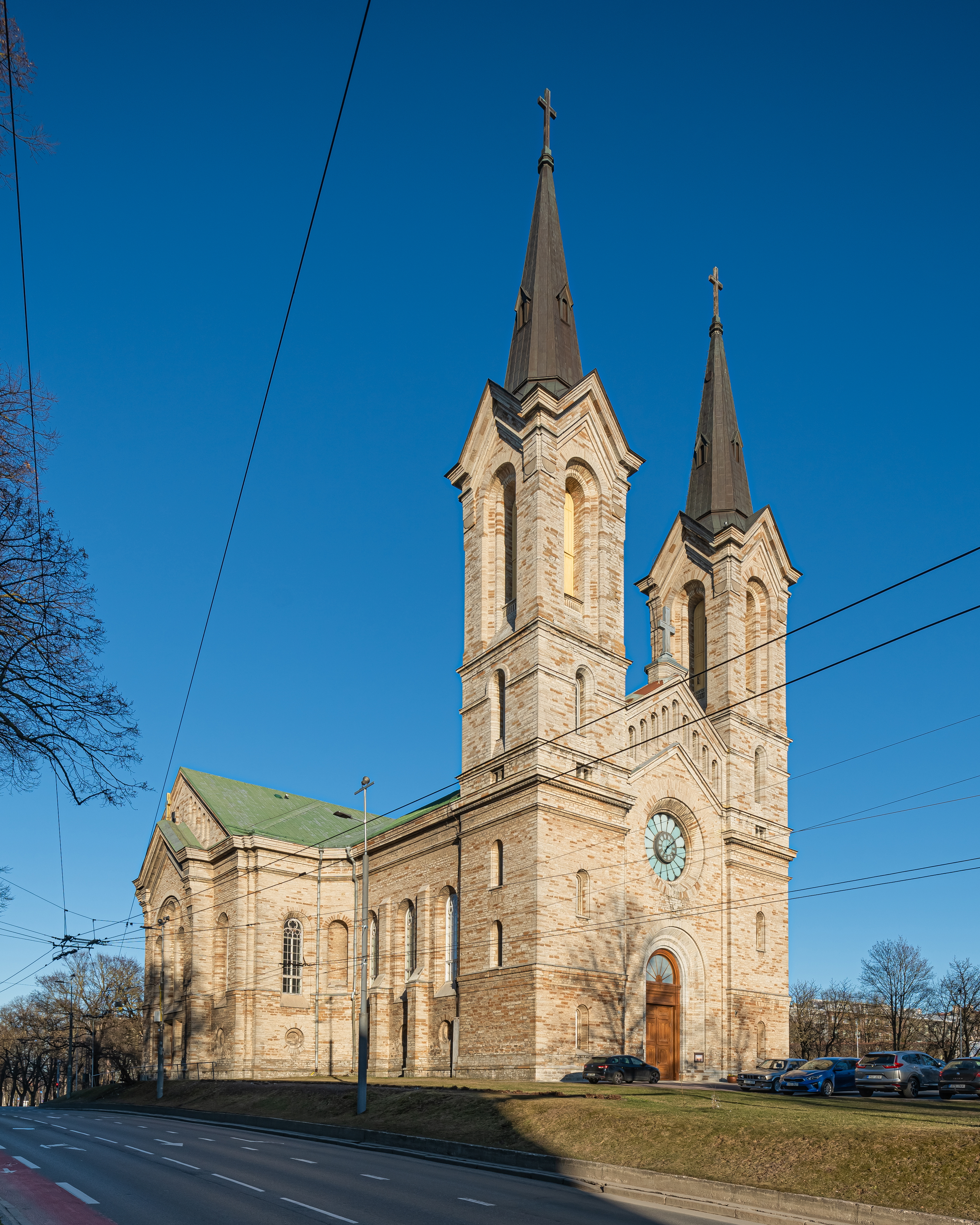
Außenansicht der Karlskirche

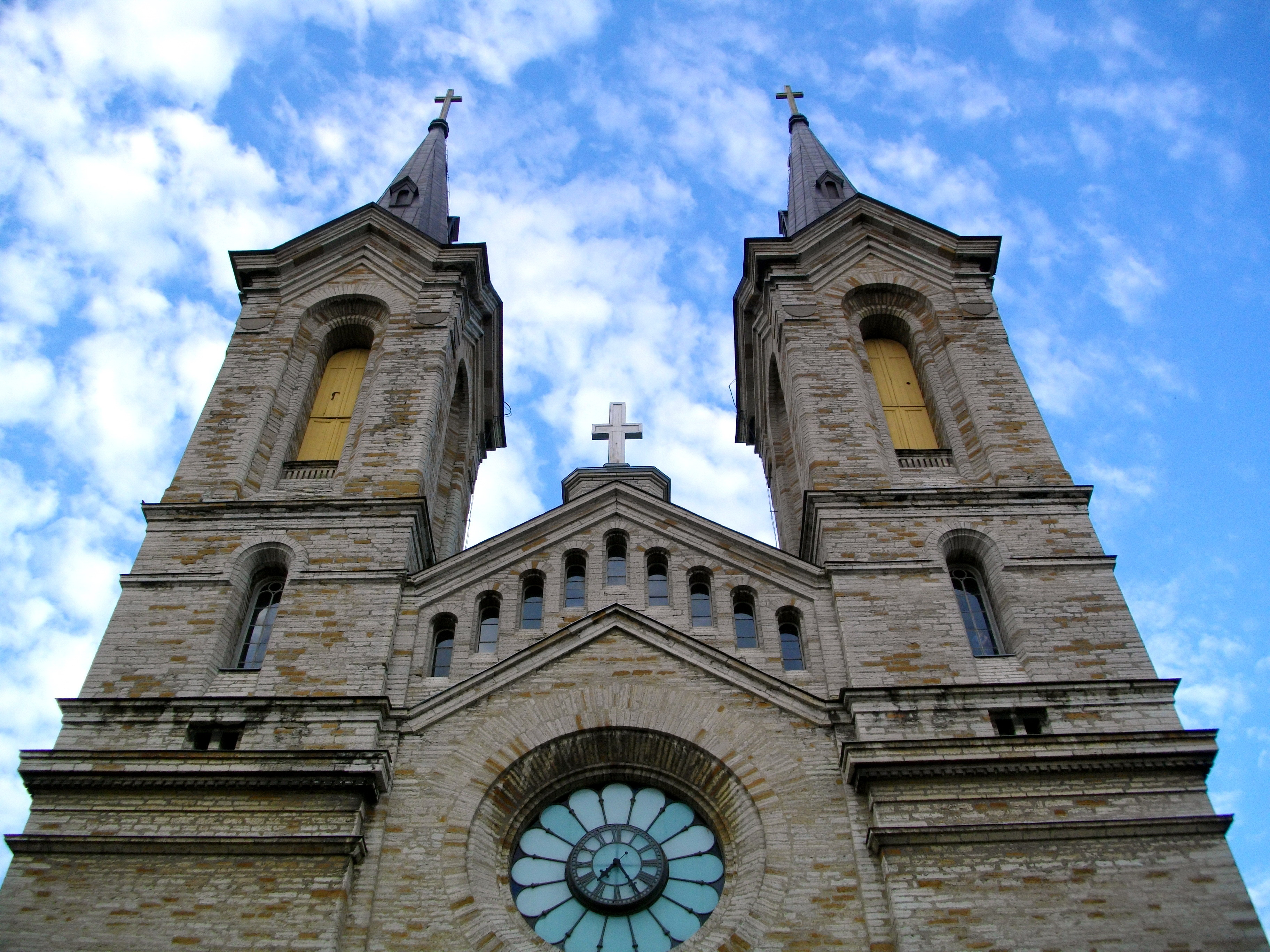
Die Türme der Westfassade und die Kirchenuhr

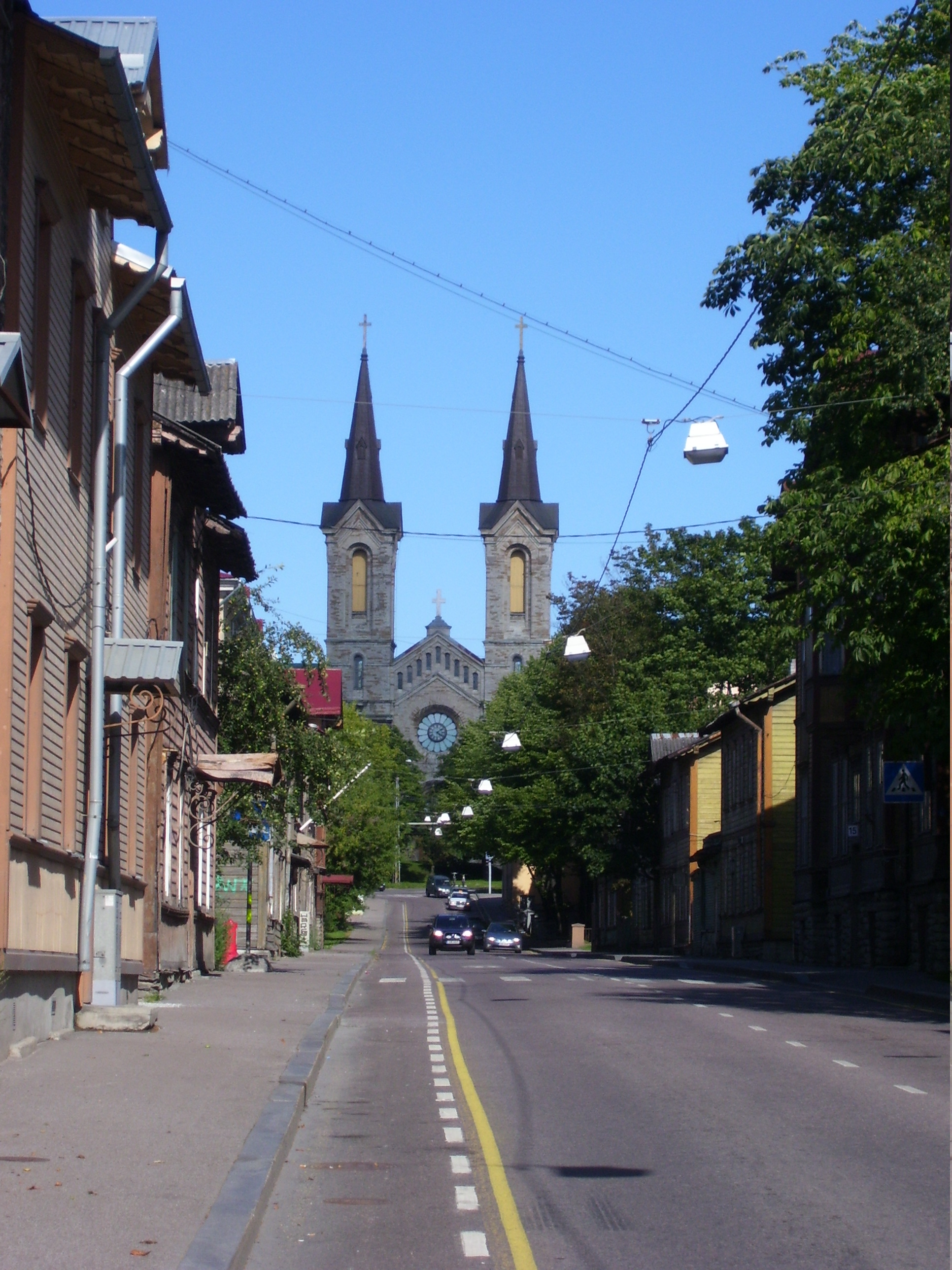
Blick von der Luise-Straße auf die Hauptfassade

Die Karlskirche (estnisch Kaarli kirik) ist eine evangelisch-lutherische Kirche in der estnischen Hauptstadt Tallinn. Sie wurde zwischen 1862 und 1870 nach Plänen des deutschbaltischen Architekten Otto Pius Hippius gebaut. Die beiden Türme der Westfassade wurden 1882 ergänzt.

## Geschichte
Die Karlskirche befindet sich am Rande der Altstadt westlich des Tallinner Dombergs zwischen dem Freiheitsplatz (Vabaduse väljak) und der Estnischen Nationalbibliothek (Eesti Rahvusraamatugkogu). In der Nähe liegen der Neubau des Okkupationsmuseums (Okupatsioonide Muuseum) und das Justizministerium der Republik Estland. Die Kirche liegt auf einer 36 m hohen Anhöhe, die „Antonius-Berg“ (Tõnismägi) genannt wird.
Die heutige Karlskirche ist vermutlich der fünfte Sakralbau an dieser Stelle. Bereits zur Zeit der heidnischen Esten soll sich dort ein heiliger Ort befunden haben. Mit der Eroberung und Christianisierung Tallinns durch die Dänen entstand wahrscheinlich in der ersten Hälfte des 14. Jahrhunderts eine katholische Kapelle, später eine Kirche. Sie wurde erstmals 1458 urkundlich belegt und war dem heiligen Antonius geweiht. Der Heilige Antonius gibt dem ganzen Stadtbezirk bis heute seinen Namen. Der Sakralbau wurde im 16. Jahrhundert während des Livländischen Kriegs zerstört, in dem Tallinn zweimal (1570/71 und 1577) belagert wurde.
Hundert Jahre später, unter schwedischer Herrschaft Estlands, wurde 1670 an derselben Stelle eine neue Kirche aus Holz geweiht. Sie wurde zu Ehren des damaligen schwedischen Königs Karl XI. (1655–1697, König ab 1660) „Karlskirche“ genannt. Der Grundriss war in Form eines Griechischen Kreuzes gestaltet. Das lutherische Gotteshaus diente der estnischsprachigen und finnischsprachigen Gemeinde für ihre Gottesdienste. Während des Großen Nordischen Krieges brannte die Kirche 1710 ab. Die Kirchengemeinde blieb noch bis 1739 bestehen.
Erst mehr als ein Jahrhundert später entstanden wieder Pläne zum Bau eines neuen Gotteshauses auf dem Antonius-Berg. In den 1850er und 1860er Jahren war die Zeit für einen Kirchenneubau der estnischsprachigen Gemeinde von Tallinn günstig. Die wirtschaftliche Lage erlaubte Großbauten. Das wachsende Selbstbewusstsein der estnischsprachigen Bevölkerung im noch stark deutschsprachig geprägten Tallinn verlangte nach einem Prestigebau. Die bisherige Kirche der estnischsprachigen Gemeinde, die mittelalterliche Heilig-Geist-Kirche (Püha vaimu kirik) in der Tallinner Altstadt, war seit Jahrzehnten zu klein geworden.

## Bau
Der Oldermann der Domgilde und erfolgreiche estnische Unternehmer Hans Heinrich Falck (1791–1874) stellte das Grundstück für einen neuen, repräsentativen Sakralbau zur Verfügung. Die Domgilde gab auch das Startkapital in Höhe von 15.000 Goldrubeln. Am 15. Mai 1862 gab der russische Zar Alexander II. seine Erlaubnis zur Bildung der neuen Kirchengemeinde.
Da sich der Bau in die Länge zog, wurde eine provisorische Kirche aus Holz 1863 etwas westlich der heutigen Kirche errichtet. Sie wurde 1870, mit dem Bau der heutigen Kirche, abgerissen.
Für das Projekt des neuen, imposanten Gotteshaus aus lokalem Kalkstein hatte Tallinn den deutschbaltischen Architekten Otto Pius Hippius (1826–1883) gewinnen können. Der aus einer Pastorenfamilie stammende Hippius nahm für seine Arbeiten kein Geld. Die Pläne für den Sakralbau im Stil des Historismus lagen bereits 1858 vor. Als Grundriss wählte Hippius das Lateinische Kreuz. Mit einer Fläche von 1197 m² sollte der Kirchenbau einer der größten im Baltikum seiner Zeit werden. Das Langschiff ist 24 m breit und 59 m lang.
Für die Dachkonstruktionen wurde der deutschbaltische Ingenieur Rudolf von Bernhard (1819–1887) verpflichtet, der mit modernsten Konstruktionen einen breiten Kirchenraum schuf. Die hölzerne Dachkonstruktion ruht auf Ziegelsteinbögen. Ausführender Architekt war der Deutschbalte Rudolf Otto von Knüpffer. Ihm stand Gustav Heinrich Beermann (1832–1917) als erfahrener Kirchenbaumeister zur Seite.
Hans Heinrich Falck legte am 18. Oktober 1862 persönlich den Grundstein für den Neubau, der das gewachsene Selbstbewusstsein der estnischsprachigen Gläubigen ausdrücken sollte. Der Bau der Kirche zog sich dann aber von 1862 bis 1870 hin. Grund war immer wieder Geldmangel, um die Arbeiten voranzutreiben.
Erst 1870 konnte das Dach fertiggestellt werden. Im selben Jahr, am 20. Dezember 1870, wurde die Kirche geweiht. Das Datum markierte auf den Tag genau das Weihejubiläum der früheren Kirche 1670. Die beiden mächtigen Türme im neoromanischen Stil neben dem Hauptportal wurden erst 1882 fertiggestellt.

## Inneneinrichtung
Das wichtigste künstlerische Werk im Inneren aus dem Jahr 1879 stammt von dem estnischen Maler Johann Köler (1826–1899). Er schuf für das Gewölbe der Apsis das monumentale Fresko „Kommet her zu mir alle, die ihr mühselig und beladen seid; ich will euch erquicken“ (Matthäus 11,28). Das dreiteilige Fresko darunter mit Szenen aus dem Leben Christi ist ein Werk der deutschbaltischen Malerin Sally von Kügelgen (1860–1928), die die Fresken 1889 nach Skizzen von Carl Timoleon von Neff (1804–1876) fertigte.
Der neogotische Altartisch ist ein Werk Paulus Treumanns. 1870 wurde die von Hippius entworfene Kanzel angebracht. Sie ist so konzipiert, dass sie von jedem Sitzplatz der Kirche aus sichtbar ist. Kein Pfeiler verstellt den Blick auf Kanzel und Altar. Hippius ging es vor allem darum, die typische protestantische Predigerkirche auf das Wort Gottes hin auszurichten.
Die für die Wandnischen von Hippius eigentlich vorgesehenen Skulpturen fehlen bis heute.

### Orgel

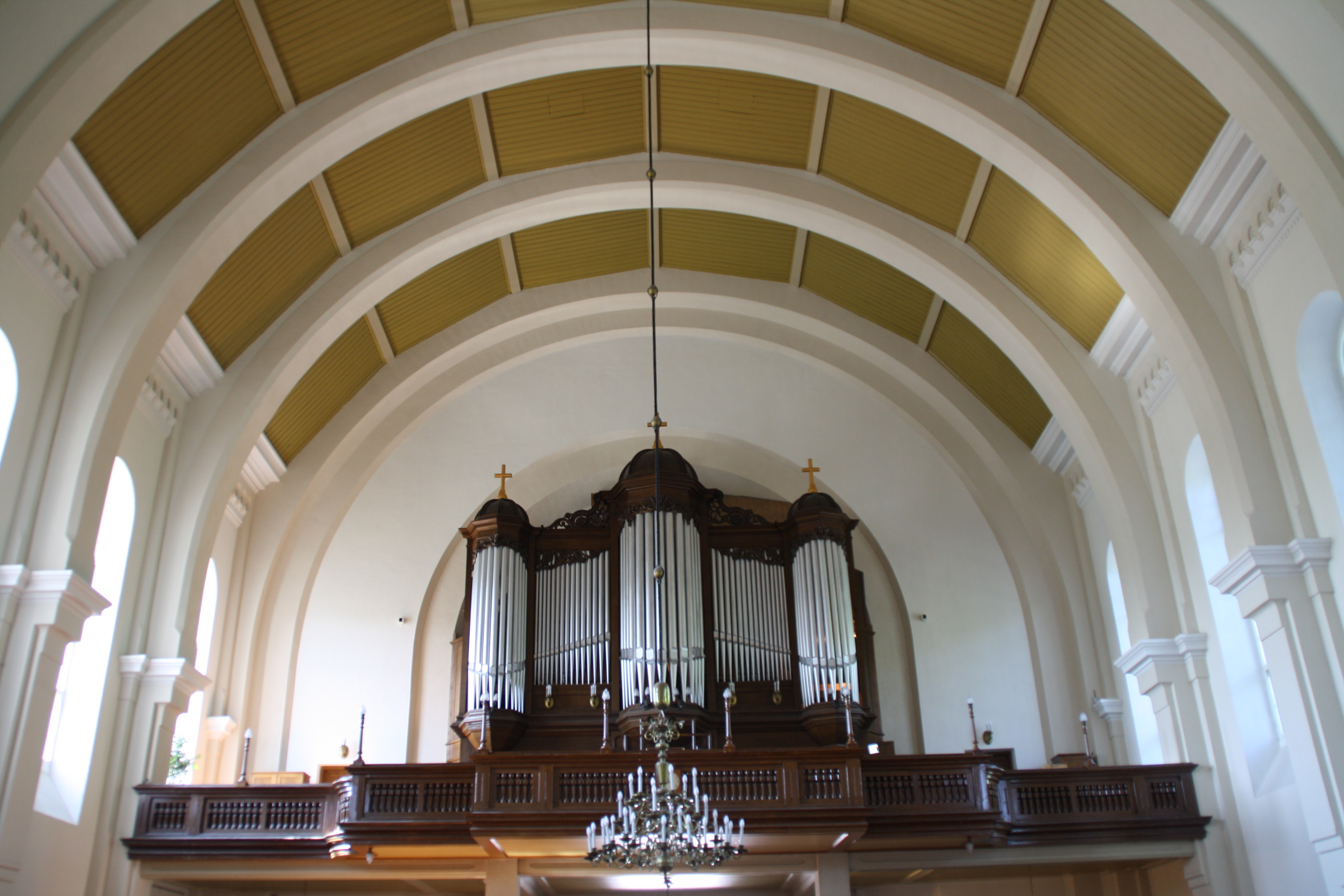
Blick auf die Orgel

1870 wurde die erste Orgel in der Karlskirche eingebaut. Sie stammte von dem estnischen Orgelbauer Gustav Normann (1821–1893), der sie 1884 erweiterte. 1923 wurde die Orgel ersetzt. Das neue Instrument stammt von der Firma des Ludwigsburger Orgelbauers Eberhard Friedrich Walcker (1794–1872). Das Instrument hat 84 Register, darunter 3 Transmissionen, auf drei Manualwerken und Pedal (Kegelladen). DieSpiel- und Registertrakturen sind pneumatisch. Es war die erste repräsentative Orgel der Republik Estland nach der Unabhängigkeit 1918. Sie ist bis heute die größte und prestigeträchtigste Orgel Estlands geblieben.
| I Hauptwerk C–g3 |                 |         |
| 01.              | Principal       | 16′     |
| 02.              | Bourdon         | 16′     |
| 03.              | Viola           | 16′     |
| 04.              | Principal Maior | 08′     |
| 05.              | Hornprincipal   | 08′     |
| 06.              | Doppelflöte     | 08′     |
| 07.              | Quintatön       | 08′     |
| 08.              | Bourdon         | 08′     |
| 09.              | Fernhorn        | 08′     |
| 10.              | Gemshorn        | 08′     |
| 11.              | Viola di Gamba  | 08′     |
| 12.              | Dolce           | 08′     |
| 13.              | Quinte          | 05 1⁄3′ |
| 14.              | Octave          | 04′     |
| 15.              | Gamba           | 04′     |
| 16.              | Gemshorn        | 04′     |
| 17.              | Rohrflöte       | 04′     |
| 18.              | Quinte          | 02 ⁄3′  |
| 19.              | Octave          | 02′     |
| 20.              | Bauernflöte     | 02′     |
| 21.              | Cornett III-IV  | 02 ⁄3′  |
| 22.              | Mixtur IV-V     |         |
| 23.              | Scharff III     |         |
| 24.              | Fagott          | 16′     |
| 25.              | Trompete        | 08′     |
| 26.              | Clairon         | 04′     |

| II Schwellwerk Nr. 1 C–g3 |                      |        |
| 27.                       | Geigenprincipal      | 16′    |
| 28.                       | Quintatön            | 16′    |
| 29.                       | Principal Minor      | 08′    |
| 30.                       | Flauto Amabile       | 08′    |
| 31.                       | Rohrflöte            | 08′    |
| 32.                       | Nachthorn            | 08′    |
| 33.                       | Gedackt              | 08′    |
| 34.                       | Fugara               | 08′    |
| 35.                       | Harmonica            | 08′    |
| 36.                       | Salicional           | 08′    |
| 37.                       | Unda Maris           | 08′    |
| 38.                       | Viola                | 04′    |
| 39.                       | Salicet              | 04′    |
| 40.                       | Traversflöte         | 04′    |
| 41.                       | Piccolo              | 02′    |
| 42.                       | Rauschquinte II      | 02 ⁄3′ |
| 43.                       | Mixtur III           |        |
| 44.                       | Trompette Harmonique | 08′    |
| 45.                       | Clarinette           | 08′    |
| 46.                       | Cor Anglais          | 08′    |

| III Schwellwerk Nr. 2 C–g3 |                      |        |
| 47.                        | Lieblich Gedackt     | 16′    |
| 48.                        | Flötenprincipal      | 08′    |
| 49.                        | Konzertflöte         | 08′    |
| 50.                        | Quintatön            | 08′    |
| 51.                        | Lieblich Gedackt     | 08′    |
| 52.                        | Aeoline              | 08′    |
| 53.                        | Voix Céleste (ab c0) | 08′    |
| 54.                        | Fugara               | 04′    |
| 55.                        | Flauto Dolce         | 04′    |
| 56.                        | Flautino             | 02′    |
| 57.                        | Sesquialtera II      | 02 ⁄3′ |
| 58.                        | Cornett-Mixtur III-V | 02 ⁄3′ |
| 59.                        | Cymbel III           |        |
| 60.                        | Basson               | 16′    |
| 61.                        | Horn                 | 08′    |
| 62.                        | Schalmei             | 08′    |
| 63.                        | Oboe                 | 08′    |
| 64.                        | Vox Humana           | 08′    |
| 65.                        | Clairon              | 04′    |
|                            | Tremulant            |        |

| Pedalwerk C–f1 |                        |         |
| 66.            | Grand Bourdon          | 32′     |
| 67.            | Principalbass          | 16′     |
| 68.            | Violonbass             | 16′     |
| 69.            | Subbass                | 16′     |
| 70.            | Harmonicabass          | 16′     |
| 71.            | Gedacktbass (= Nr. 47) | 16′     |
| 72.            | Quintbass              | 10 2⁄3′ |
| 73.            | Octavbass              | 08′     |
| 74.            | Viola                  | 08′     |
| 75.            | Violoncello            | 08′     |
| 76.            | Zartbass               | 08′     |
| 77.            | Gedacktflöte           | 08′     |
| 78.            | Octave                 | 04′     |
| 79.            | Cornettbass V          | 08′     |
| 80.            | Bombardon              | 32′     |
| 81.            | Posaunenbass           | 16′     |
| 82.            | Basson (= Nr. 60)      | 16′     |
| 83.            | Trompete               | 08′     |
| 84.            | Clairon (= Nr. 26)     | 04′     |

- Koppeln:
- Normalkoppeln: II/I, III/I, III/II, I/P, II/P, III/P
  - Suboktavkoppeln: II/I, III/II
  - Superoktavkoppeln: I/I, II/II, III/II,
- Spielhilfen: Crescendowalze, Feste Kombinationen (p, f, tutti), 2 freie Kombinationen, Absteller (Mixturen, Zungen), Piano-Pedal

### Glocken
Die in Stockholm gegossene Kirchenglocke im Nordturm erklang bereits im früheren Kirchenbau. Sie ist der einzige erhaltene Teil der Karlskirche von 1670. Der schwedische König Karl XI. schenkte sie 1696 der damaligen Karlskirche. Ihre Umschrift lautet: GLORIA IN EXCELSIS DEO ME FECIT HOLMIAE GERHARDT MEYER A 1696.
Die Glocke im Südturm wurde in Bochum gegossen. Sie war 1870 ein Geschenk des Tallinner Kaufmanns J. E. Steinberg. Ihre Inschrift lautet: KOMMT, DENN ES IST ALLES BEREIT / LUK. 14.17 / DER DOM KARLSKIRCHE / VOM BÜRGER J.E.STEINBERG / REVAL 1870 / GOTT ABER SEI DANK, DER / UNS DEN SIEG GEGEBEN HAT / 1. COR. 15.57.

## Karlskirche heute
2006 wurde die Kirche aufwändig renoviert. Sie leidet besonders unter dem starken Autoverkehr, der auf beiden Seiten der Kirche vorbeiführt.
Mit heute 1.500 Sitzplätzen ist die Karlskirche eine der größten Kirchenbauten Estlands geblieben. Sie ist der zentrale Ort der größten evangelisch-lutherischen Kirchengemeinde Estlands.
Der Gottesdienst der estnischen Staatsführung und des diplomatischen Corps zum Nationalfeiertag der Republik Estland findet am 24. Februar traditionell in der Karlskirche statt.